# Адолф Пикте
Адо̀лф Пиктѐ (на френски: Adolphe Pictet) е швейцарски езиковед, филолог и антрополог.

## Биография
Роден е на 11 септември 1799 г. в Ланси, по това време част от Франция, в семейството на женевския дипломат Шарл Пикте дьо Рошмон. Учи в Женева, Париж, Берлин, Лондон и Единбург. През 1823 г. се връща в Женева и започва да публикува в издаваното от баща му списание „Библиотек британик“, а след неговата смърт през следващата година оглавява литературния му раздел. След 1837 г. публикува основните си трудове в областта на сравнителното езикознание и келтските езици, които му създават международна репутация. През 1838 – 1844 г. преподава в Женевския университет.
Адолф Пикте умира на 20 декември 1875 г. в дома си в Женева.

## Трудове
Трудове по сравнително-историческо езикознание и сравнителна граматика
- De l’affinité des langues celtiques avec le sanscrit. Paris: B. Duprat, 1837.
- Les origines indo-européennes, ou les Aryas primitifs. Paris, 1859 – 1863.
  - Les origines indo-européennes, ou Les Aryas primitifs, première partie: essai de paléontologie linguistique. Paris: J. Cherbuliez, 1859 (първа част).
  - Les origines indo-européennes, ou Les Aryas primitifs, seconde partie: essai de paléontologie linguistique. Paris: J. Cherbuliez, 1863 (втора част).
  - Les origines indo-européennes, ou les Aryas primitifs: essai de paléontologie linguistique. 2 édition, revue et augmentée. Paris: Sandoz et Fischbacher, 1878 (второ издание, преработено и допълнено).
- Essai sur quelques inscriptions en langue gauloise. Genève: Joe͏̈l Cherbuliez, 1859.

Изследване по естетическа философия
- Du beau dans la nature, l’art et la poésie: études esthétiques. Paris: J. Cherbuliez, 1856.
  - Du beau dans la nature, l’art et la poésie: études esthétiques. Nouvelle édition. Paris: Sandoz et Fischbacher, 1875.

Изследване по балистика
- Essai sur les propriétés et la tactique des fusées de guerre. Turin: Chez Antoine Pavesio, 1848.